# Nematoproctus flavicoxa
Nematoproctus flavicoxa är en tvåvingeart som beskrevs av Van Duzee 1930. Nematoproctus flavicoxa ingår i släktet Nematoproctus och familjen styltflugor.
Artens utbredningsområde är Virginia. Inga underarter finns listade i Catalogue of Life.